# بيلي أرنولد
بيلي أرنولد (بالإنجليزية: Billy Arnold) (21 سبتمبر 1926 - 18 مايو 1995) هو ملاكم أمريكي.